# Йежи Корицки
Йежи Корицки (на полски: Jerzy Korycki) е полски писател - автор на криминални романи и повести, юрист и защитник на правата на татарите. Пише под псевдонима Йежи Едигей (на полски: Jerzy Edigey).

## Биография и творчество
Йежи Корицки е роден на 12 август 1912 г. в Клюково, Полша. Произхожда от благородно семейство на татари по майчина линия, които се заселват във Великото херцогство на Литва през четиринадесети век и приемат полски имена. Псевдонимът му идва от името на един от ръководителите на „Златната орда“, който според легендата е прародител на Корицки.
Корицки завършва средното училище „Миколай Режа“ във Варшава. Завършва право в Университета на Варшава през 1936 г. По време на следването си се присъединява към национално движение за съпротива като член на младежка екстремистка група. Арестуван е и затворен в концентрационния лагер „Береза Картуска“ заедно с Хенри Росман, Болеслав Пясецки, Владимир Шнарбашовски, и др.
През 1937 г. се жени за Валерия Стажевска, също активист от организацията за съпротива. След излизане от лагера започва работа в ONR-ABC като стажант-юрист.
По време на войната работи в агенция за продажба на недвижими имоти. Малко се знае за неговата нелегална дейност в съпротивата. След войната работи в туристическа агенция заедно с Едуард Кемницов. После работи в списание АВС като редактор на спотрния отдел.
През 50-те години във връзка с политическото си минало губи работата си. Приема предложение да стане треньор по гребане в полицейския клуб, тъй като е спортувал като такъв преди войната. След тренировките слуша безбройните истории от работата на полицията. Това създава в него бъдещата му страст към криминалния жанр.
Като писател Йежи Корицки прави своя дебют със закъснение. Първият му роман „Czek dla białego gangu“ (Проверете за бялата банда) излиза през 1963 г. За кратко време се превръща в един от водещите съвременни майстори на криминалния роман в Полша – романи за полската милиция (полиция).
Написал е около петдесет романа, които са преведени на 17 езика.
По три от неговите книги („Baba-Jaga gubi trop“, „Wagon pocztowy GM 38552“ и „Strzał na dancingu“) са направени серии от популярния полски криминален сериал „07 обади се“ – епизоди 4, 11 и 13.
Йежи Корицки умира в трагична автомобилна катастрофа заедно със своя брат във Варшава на 24 август 1983 г. Погребан е в мюсюлманското татарско гробище във Варшава.

## Произведения

### Романи и повести
- Mister MacAreck i jego business (1964)
- Trzy płaskie klucze (1965)
- Wagon pocztowy GM 38552 (1966)
- Sprawa Niteckiego (1966)
- Umrzesz jak mężczyzna (1967)
- Elżbieta odchodzi (1968)
- Baba-Jaga gubi trop (1967)
- Przy podniesionej kurtynie (1968)
- Strzała z Elamu (1968)
- Pensjonat na Strandvägen (1969)
- Żółta koperta (1970)
- Człowiek z blizną (1970)
- Strzały na rozstajnych drogach (1970)
- Zbrodnia w południe (1970)
- Niech pan zdejmie rękawiczki (1971)
- Jedna noc w Carltonie (1971)
- Minerwa-Palace-Hotel (1972)
- Strzał na dancingu (1975)
- Śmierć jubilera (1973)
- Dzieje jednego pistoletu (1976)
- Morderca szuka drogi (1976)
- Strażnik piramidy (1977)
- Ostatnie zyczenie Anny Teresy (1979)
- Азбучният убиец, Alfabetyczny morderca (1981)
- Siedem papierosów „Maracho“ (1982)
- Król Babilonu (1983)
- Szpiedzy króla Asarhaddona (1983) – детска литература
- Операция „Волфрам“, Operacja „Wolfram“ (1984)
- Wycieczka ze Sztokholmu (1987)
- Spotkamy się w Matrózcsárda (2008)

### Серия „Адам Кръжевски“ (Adam Krzyżewski)
1. Czek dla białego gangu (1963)
2. Szkielet bez palców (1968)
3. Gang i dziewczyna (1973)
4. Diabeł przychodzi nocą (1974)
5. Tajemnica starego kościółka (1976)
6. As trefl (1978)
7. Uparty milicjant (1980)

### серия „Януш Казановски / Адам Немирович“ (Janusz Kaczanowski / Adam Niemiroch)
1. Błękitny szafir (1971)
2. Szklanka czystej wody (1974)
3. Najgorszy jest poniedziałek (1975)
4. Walizka z milionami (1975)
5. Dwie twarze Krystyny (1976)
6. Внезапната смърт на кибика, Nagła śmierć kibica (1978)
7. Sprawa dla jednego (1978)
8. Pomysł za siedem milionów (1982)
9. Zdjęcie z profilu (1984)

### Серия „Ружински“ (Ruszyński)
1. Testament samobójcy (1972)
2. Смъртта дебне под прозореца, Śmierć czeka przed oknem (1973)

героят от серията Ружински участва и в другите серии в романите „Najgorszy jest poniedziałek“, „Uparty milicjant“ и „Zdjęcie z profilu“

### Филмография
- Prípad zárlivého muze (1986) – ТВ филм по романа